# Mohammad Hazzory
Mohammad Hazzory (arabisch محمد حزوري, DMG Muḥammad Ḥazzūrī; * 1. Januar 1983 in Aleppo) ist ein ehemaliger syrischer Leichtathlet, der sich auf den Dreisprung spezialisiert hat und aktuell Inhaber des Landesrekordes ist.

## Sportliche Laufbahn
Erste Erfahrungen bei internationalen Meisterschaften sammelte Mohammad Hazzory vermutlich im Jahr 1999, als er bei den Jugendweltmeisterschaften in Bydgoszcz mit einer Weite von 6,85 m in der Weitsprungqualifikation ausschied. 2000 siegte er mit 7,28 m und 15,21 m im Weit- und Dreisprung bei den Arabischen Juniorenmeisterschaften in Damaskus und 2002 belegte er bei den Westasienspielen in Kuwait mit 15,91 m den vierten Platz im Dreisprung, ehe er bei den Juniorenasienmeisterschaften in Bangkok mit 16,17 m die Bronzemedaille gewann. Im Jahr darauf gewann er bei den Arabischen Meisterschaften in Amman mit 16,50 m die Silbermedaille hinter dem Katarer Mohamed Abdulaziz Hamdi Awadh. Zudem belegte er bei den Asienmeisterschaften in Manila mit 16,48 m den fünften Platz. 2004 gewann er bei den erstmals ausgetragenen Hallenasienmeisterschaften in Teheran mit Landesrekord von 16,42 m die Silbermedaille hinter dem Chinesen Zhu Shujing. Im August nahm er an den Olympischen Sommerspielen in Athen teil und schied dort mit 16,37 m in der Qualifikationsrunde aus. Daraufhin siegte er mit 16,58 m bei den Panarabischen Spielen in Algier.
2005 siegte er mit einer Weite von 16,39 m bei den erstmals ausgetragenen Islamic Solidarity Games in Mekka und belegte dann bei den Mittelmeerspielen in Amería mit 16,67 m den vierten Platz. Anschließend gelangte er bei den Asienmeisterschaften in Incheon mit 16,26 m auf den sechsten Platz, ehe er bei den Westasienspielen in Doha mit 16,48 m die Goldmedaille gewann. Im Jahr darauf gewann er bei den Hallenasienmeisterschaften in Pattaya mit 16,20 m erneut die Silbermedaille, diesmal hinter dem Kasachen Roman Walijew. Zudem belegte er bei den Asienspielen in Doha mit 16,42 m den sechsten Platz. 2007 wurde er bei den Asienmeisterschaften in Amman mit 16,60 m Vierter und 2010 beendete er seine aktive sportliche Karriere im Alter von 27 Jahren.

## Persönliche Bestleistungen
- Dreisprung: 16,67 m (+0,5 m/s), 29. Juni 2005 in Almería (syrischer Rekord)
  - Dreisprung (Halle): 16,42 m, 8. Februar 2004 in Teheran (syrischer Rekord)